# Primera División de Costa Rica 1945
Die Saison 1945 war die 25. Spielzeit der Primera División de Costa Rica, der höchsten costa‑ricanischen Fußballliga Es nahmen sieben Mannschaften teil. Alajuela gewann zum 4. Mal in der Vereinsgeschichte die Meisterschaft.

## Austragungsmodus
- Die sieben teilnehmenden Mannschaften spielten in einer Einfachrunde (Hin- und Rückspiel) im Modus Jeder gegen Jeden den Meister aus.
- Der Letztplatzierte bestritt ein Relegationsspiel gegen den Meister der Zweiten Liga.

## Endstand

### Hauptrunde
| Pl.             | Verein                       | Sp. | S | U | N | Tore  | Diff. | Punkte |
| --------------- | ---------------------------- | --- | - | - | - | ----- | ----- | ------ |
| 01              | LD Alajuelense               | 12  | 8 | 1 | 3 | 39:25 | 14    | 17     |
| 02              | Orión FC (M)                 | 12  | 7 | 2 | 3 | 40:22 | 18    | 16     |
| 03              | CF Universidad de Costa Rica | 12  | 6 | 4 | 2 | 33:18 | 15    | 16     |
| 04              | CS La Libertad               | 12  | 6 | 1 | 5 | 31:37 | −6    | 13     |
| 05              | CS Cartaginés                | 12  | 4 | 1 | 7 | 22:38 | −16   | 9      |
| 06              | CS Herediano                 | 12  | 3 | 2 | 7 | 26:33 | −6    | 8      |
| 07              | SG Española                  | 12  | 2 | 1 | 9 | 27:45 | −18   | 5      |
| Stand: Endstand |                              |     |   |   |   |       |       |        |

### Relegation
| Letzter 1°División | Ergebnis | Meister 2°División |
| ------------------ | -------- | ------------------ |
| SG Española        | 5:3      | Atlético Álvarez   |

## Pokalwettbewerbe

### Copa Guatemala 1945
Die Copa Guatemala 1945 wurde als erstes Pokalturnier der Saison ausgetragen. Heredia konnte das Finale mit 4:3 gegen SG Española für sich entscheiden.

### Copa Gran Bretaña 1945
Die Copa Gran Bretaña 1945 war das zweite Pokalturnier der Saison. Im Finale gewann ebenfalls Heredia, diesmal gegen La Libertad.

### Torneo Relámpago 1945
Das Torneo Relámpago 1945, in welchem ein Spiel nur 20 Minuten dauerte, wurde direkt vor dem Saisonstart mit allen Erstligamannschaften ausgetragen. Das Finale gewann LD Alajuelense mit 2:0 gegen Heredia.